# Гоце Делииванов
Гоце Делииванов е български учител и общественик от Македония.

## Биография
Роден е в българския южномакедонски град Кукуш, тогава е в Османската империя (днес Килкис, Гърция), във видния род Делииванови.
През август 1880 година заминава да учи в София заедно с още шестима кукушки младежи (Христо Станишев, Милош Станишев, Никола Червениванов, Дионисий Бучков, Петър Х. Динев и Гоце Ковачев от Елешково), като това става по покана на директора на новооткритата предишната година Първа софийска мъжка гимназия Георги Стаменов към кукушани да изпратят ученици. Изпратени са тържествено от гражданите на Кукуш.
След пристигането им в София, поради отсъствието на директора на гимназията, Гоце Делииванов и Христо Станишев са изпратени от министъра на просвещението да учат в Петропавловската семинария в Русия. Разбрал това, след завръщането си Стоименов ги връща обратно в България, където продължават във втори клас на гимназията.
След като завършва Първа мъжка гимназия, Гоце Делииванов се завръща в родния си Кукуш, където става учител.